# Liste der Stadtteile Salzburgs

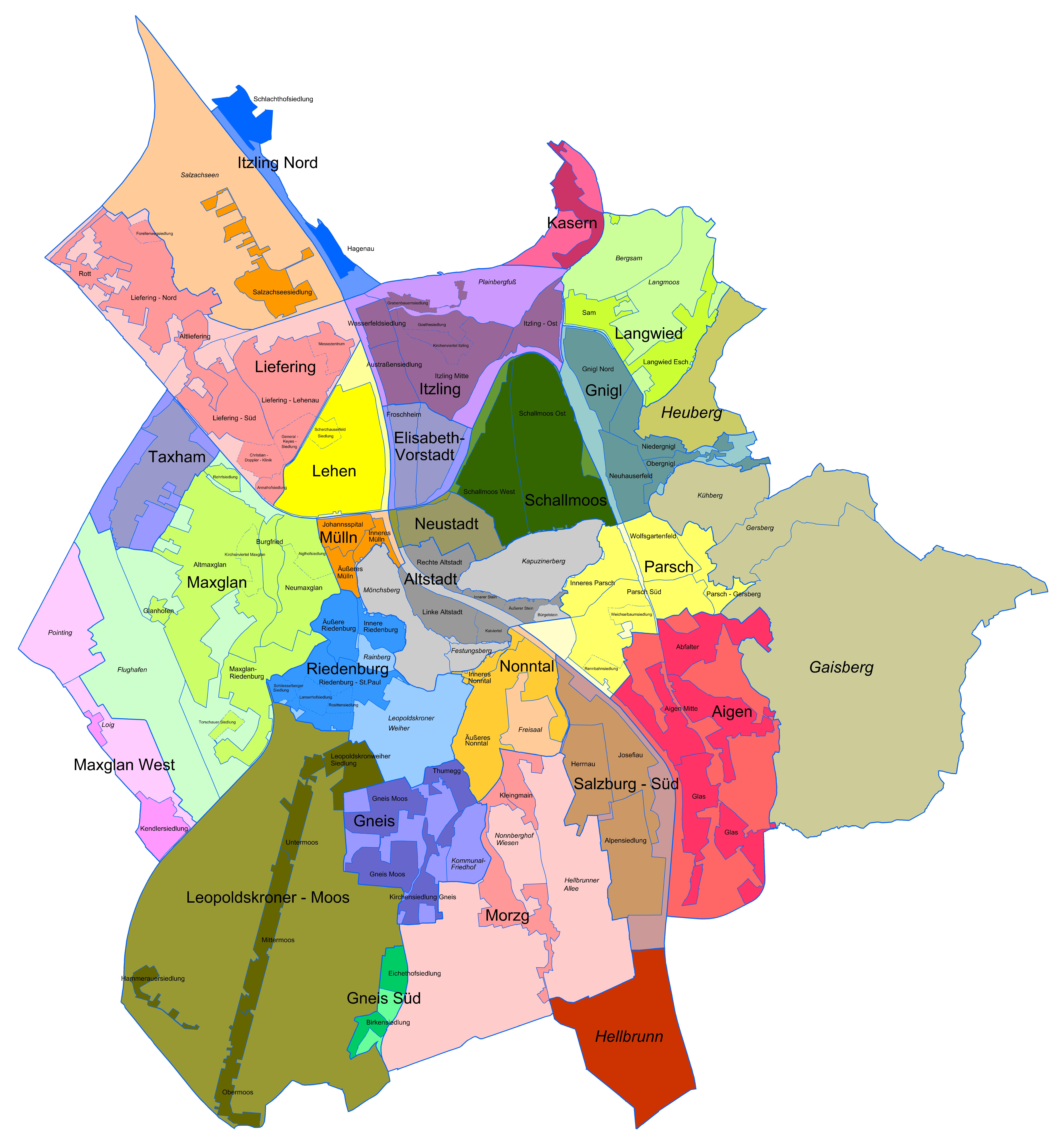
Die Salzburger Stadtteile

Die Unterteilung der Statutarstadt und Ortschaft Salzburg erfolgt in 24 Stadtteile sowie 3 Landschaftsräume. Sie lässt sich aber auch in 14 Katastralgemeinden unterteilen. Das Stadtgebiet Salzburgs ist darüber hinaus zu rein statistischen Zwecken des Magistrates und der Statistik Austria in 33 Zählbezirke unterteilt.

## Stadtteile
Die Stadt Salzburg besteht aus 24 Stadtteilen und 3 Landschaftsräumen. Diese jüngst erstellte Neugliederung gibt die tatsächliche Siedlungsstruktur der Stadt wieder. In sich sind die Stadtteile wiederum in Siedlungsräume (im Plan mit intensiven Farben dargestellt) und Landschaftsgebiete (im Plan mit hellen Farbwerten dargestellt) gegliedert. Sie spiegeln die für Salzburg typische Struktur ausgiebiger innerstädtischer Freiräume (Stadtberge, parkartiges Grünland, landwirtschaftliche Zonen, naturnahe Räume) wider.
- Altstadt (237,14 ha): Linke Altstadt mit dem Kaiviertel (sowie Mönchsberg und Festungsberg) sowie Rechte Altstadt mit dem Inneren und Äußeren Stein (sowie Kapuzinerberg und Bürgelstein)
- Neustadt (50,72 ha): Andräviertel
- Mülln (41,37 ha): Inneres Mülln, Äußeres Mülln und Spitalsbezirk
- Riedenburg (210,14 ha): Innere Riedenburg, Äußere Riedenburg und Riedenburg-St. Paul (sowie dem Leopoldskroner Weiher)
- Nonntal (126,58 ha): Inneres und Äußeres Nonntal (mit Freisaal)
- Maxglan (574,93 ha): Altmaxglan, Burgfried, Neumaxglan, Glanhofen und Maxglan-Riedenburg. In diesem Stadtteil liegt auch der Flughafen
- Lehen (128,83 ha) mit der Scherzhauserfeldsiedlung
- Liefering (697,89 ha): Alt-Liefering, Rott, Liefering Nord, Liefering-Süd, Liefering-Lehenau, Forellenwegsiedlung, Salzachseesiedlung (einschließlich Herrenau/Saalachspitz)
- Aigen (355,59 ha) Glas, Aigen-Mitte und Abfalter
- Parsch (194,77 ha): Parsch-Gersberg, Parsch-Süd, Inneres Parsch und Wolfsgartenfeld
- Gnigl (149,95 ha): Obergnigl, Niedergnigl, Neuhauserfeld und Gnigl-Nord
- Itzling (251,86 ha): Itzling Ost (Gleisdreieck), Itzling Mitte, Wasserfeld- und Austraßensiedlung im Westen (sowie Plainbergfuß)
- Elisabeth-Vorstadt (72,61 ha) mit Froschheim (salzachnaher Teil)
- Morzg (460,81 ha) mit Kleingmain
- Gneis (169,81 ha): Kirchensiedlung, Gneis-Moos und Thumegg
- Leopoldskroner Moos (794,60 ha): Obermoos, Mittermoos, Untermoos, Leopoldskronweihersiedlung

Jüngere Stadtteile sind
- Salzburg-Süd (206,34 ha) mit Josefiau, Herrnau und Alpensiedlung
- Langwied (218,01 ha) mit den Siedlungskernen Langwied Esch und Sam sowie den Grünräumen Langmoos und Bergsam
- Kasern (60,72 ha)
- Taxham (112,30 ha)
- Schallmoos mit Schallmoos West und Ost (199,52 ha)
- Gneis Süd (31,05 ha): Unter dem Begriff werden die Siedlungen Eichethofsiedlung und Birkensiedlung zusammengefasst.
- Maxglan West (147,58 ha): Unter dem Begriff werden die Kendlersiedlung und die zu Salzburg gehörenden Siedlungsteile von Loig zusammengefasst.
- Itzling Nord (56,57 ha): Unter dem Begriff werden die Schlachthofsiedlung und die Hagenauersiedlung zusammengefasst.

Die drei Landschaftsräume der Stadt sind
- Hellbrunn (140,32 ha)
- Gaisberg (799,40 ha) mit Kühberg und Gersberg
- Heuberg (77,53 ha)

## Katastralgemeinden
Die Katastralgemeinden, also die historisch entstandene grundbücherliche Gliederung, weicht teilweise deutlich von der neuen, dem tatsächlichen Siedlungsraum angepassten Stadtgliederung ab. Die meisten Katastralgemeinden um die alte Stadt sind aus den Eingemeindungen entstanden, und sind, wo Gemeindegebiete geteilt wurden, zwecks Fortschreibung nummeriert. (Fläche Stand 31. Dezember 2023)
- Aigen I (834,69 ha)
- Bergheim II (149,65 ha)
- Gaisberg I (427,87 ha)
- Gnigl (282,85 ha)
- Hallwang II (294,08 ha)
- Heuberg II (28,75 ha)
- Itzling (276,86 ha)
- Leopoldskron (869,35 ha)
- Liefering II (664,66 ha)
- Maxglan (621,6 ha)
- Morzg (983,22 ha)
- Salzburg (878,46 ha)
- Siezenheim II (203,04 ha)
- Wals II (50,16 ha)

100 Hektar = 1 km²

## Zählbezirke
Zählbezirke und Zählsprengel, deren Untergliederung, dienen primär der amtlich-statistischen Erhebung (Volkszählungen, Gebäudestand, Wirtschaftsstatistiken u. ä.), und werden für die Vergleichbarkeit von Zeitreihen ebenfalls nur selten geändert (anlässlich der neuen Stadtgliederung wurden sie 2012 teilweise neu angepasst). Die Zählsprengel, zwischen einem und über 10 je Bezirk, sind schlicht nummeriert (österreichweit üblich: Bezirk zweistellige Kennnummer, Sprengel dreistellig mit der Bezirksnummer vorne).
- 00 Liefering-Nord (6, 000–005)
- 02 Liefering-West (6, 020–025)
- 04 Liefering-Ost (7, 040–046)
- 06 Lehen-Nord (6, 060–065)
- 08 Lehen-Süd (6, 080–085)
- 10 Taxham (4, 101–104)
- 12 Maxglan (7, 120–126, ehem. Alt-Maxglan)
- 14 Aiglhof/Innere Riedenburg (11, 140–149, ehem. Neu-Maxglan)
- 16 Altstadt/Mülln (9, 160–168)
- 18 Maxglan/Flughafen (7, 180–186)
- 20 Maxglan/Äußere Riedenburg (9, 200–208, ehem. Maxglan/Riedenburg) (1)
- 22 Mönchsberg/Inneres Nonntal/Leopoldskron (3, 220–222, ehem. Nonntal/Mönchsberg) (1)
- 24 Äußeres Nonntal/Freisaal (7, 240–246, ehem. Nonntal/Freisaal)
- 26 Leopoldskron/Moos (7, 260–266, ehem. Leopoldskron)
- 28 Thumegg/Gneis (4, 280–283)
- 30 Kleingmain/Morzg (8, 300–307, ehem. Morzg) (2) (3)
- 32 Herrnau/Alpenstraße-West (6, 320–325, ehem. Kleingmain) (3)
- 34 Josefiau/Alpenstraße-Ost (6, 340–345, ehem. Josefiau)
- 36 Hellbrunn (1, 360, ehem. Hellbrunn/Gneis) (2)
- 38 Itzling-West/Hagenau (letzteres umfasst Itzling Nord, 4, 380–383)
- 40 Itzling (9, 400–408) (4)
- 42 Sam/Kasern (6, 420–425) (4)
- 44 Elisabeth-Vorstadt (7, 440–446)
- 46 Schallmoos (8, 460–467)
- 48 Gnigl/Langwied (5, 480–484, ehem. Gnigl)
- 50 Neustadt (5, 500–504, ehem. Auersperg-Viertel)
- 52 Rechte Altstadt/Andräviertel (6, 520–525, ehem. Mirabell-Viertel)
- 54 Kapuzinerberg/Steinviertel (3, 540–542, ehem. Kapuzinerberg/Bürglstein) (5)
- 56 Parsch-West/Aigen (10, 560–569, ehem. Aigen/Äußerer Stein) (5)
- 58 Parsch-Ost/Aigen (5, 580–584, ehem. Aigen/Parsch)
- 60 Gaisberg (1, 600)
- 62 Aigen/Glas (5, 620–624)

Ziel der Gliederung ist eine gewisse Gleichmäßigkeit der Daten: Die Einwohnerzahl (Wohnbevölkerung) je Zählbezirk liegt zwischen 300 und 9000, der Gebäudestand zwischen 100 und etwa 2000, bei den Zählsprengeln bis maximal etwa 2500 respektive 700, je nach Siedlungsstruktur des Raumes.
Systematik: links der Salzach Nord nach Süd, dann (ab 38) rechts der Salzach Nord nach Süd
Gebietsänderungen:
(1) kleinere Änderung nördlich Schloss Leopoldskron
(2) Hellbrunn jetzt ohne Kommunalfriedhof
(3) Ortsname Kleingmain präzisiert
(4) kleinere Änderung im Bereich Anschlussstelle Sbg-Nord
(5) kleinere Änderung bezügl. Äußerer Stein